# Шунак (деревня)
Шунак (тат. Шунак) — деревня в Заинском районе Республики Татарстан Российской Федерации. Входит в состав Бухарайского сельского поселения.

## География
Деревня находится на реке Малая Ирня, в 23 км к юго-востоку от районного центра города Заинска, в 203 км от республиканской столицы Казани.
Улица одна — Центральная.

## Топоним
Прежнее название — Шунаки

## История
Деревня основана во второй половине XVIII в.
Список населённых мест Российской империи по сведениям 1859—1873 годов показывает, что в деревне Шунаки действовала водяная мельница, маслобойный завод,. Вблизи деревни располагались крупные усадьбы Ружевских с конным и маслобойным заводами, водяными мельницей и молотилкой, Молоствовых с водяной мельницей, где крестьяне работали по найму. В начале XX века был хлебозапасный магазин, кузница, 2 бакалейные и казенная винная лавки.
В период Столыпинской аграрной реформы 1906—1911 гг. часть крестьян переселилась на выселки.

### Административно-территориальная принадлежность
До 1920 года деревня входила в Ново-Спасскую волость Мензелинского уезда Уфимской губернии. С 1920 года в составе Мензелинского, с 1921 года — Челнинского кантонов ТАССР. С 10 августа 1930 года — в Шереметьевском, с 26 марта 1959 г. — в Сармановском, с 1 февраля 1963 г. — в Альметьевском, с 1 ноября 1972 г. в Заинском районах.

## Население
| 1834 | 1859 | 1884 | 1906 | 1913 | 1920 | 1926 | 1938 | 1949 | 1958 | 1970 | 1979 | 1989 | 2002 | 2010 | 2017 |
| ---- | ---- | ---- | ---- | ---- | ---- | ---- | ---- | ---- | ---- | ---- | ---- | ---- | ---- | ---- | ---- |
| 526  | 419  | 612  | 412  | 364  | 530  | 518  | 582  | 440  | 296  | 194  | 117  | 60   | 44   | 35   | 35   |

Национальный состав села: русские.

## Инфраструктура

### Экономика
Основа экономики — сельское хозяйство.
Согласно подворной переписи 1912—1913 гг. в деревне из 68 дворов 19 были безлошадными, 42 — одно-, двухлошадными, 7 имели по три и более рабочих лошадей; зарегистрировано 856 голов крупного рогатого и прочего скота, 118 пчелосемей. 4 хозяйства занимались кустарными промыслами.
В годы коллективизации организован колхоз «Новый путь». С 1958 г. деревня в составе укрупненного колхоза имени Калинина/с 1963 г. — имени Куйбышева (центр — село Бухарай), в 1998—2010 гг. — сельскохозяйственного производственного кооператива «Бухарай».

### Религиозные объекты
Часовня (с 2014 года).

## Транспорт
Деревня доступна автотранспортом.